# Versioni storiche di Orfeo ed Euridice
Elvio Giudici ha avuto modo di affermare nel suo lavoro sulla discografia operistica (citato tra le fonti): «I rifacimenti, le revisioni e le contaminazioni subite dall'Orfeo ed Euridice di Christoph Willibald Gluck (una delle poche opere del Settecento a essere stata regolarmente eseguita nei duecento anni che la separano da noi) sono tra i più complessi e numerosi di tutta la storia del teatro lirico». Per tale ragione appare necessario descrivere e mettere in rilievo almeno le principali versioni che si sono storicamente affermate, anche se poi le esecuzioni effettivamente andate in scena nei teatri o riprodotte sui dischi, ben di rado si sono rigidamente attenute all'una od all'altra di tali versioni, ma hanno invece attinto parzialmente a più di una, dando luogo anche a dei veri e propri miscugli, "patchwork" li definisce Giudici, in un certo senso paragonabili, si potrebbe aggiungere, al genere cosiddetto del pasticcio, che andò per la maggiore in tutta l'epoca barocca e fino alla fine del '700 (ed anche oltre).
Trascurando pasticci veri e propri, come la versione londinese del 1770, rimaneggiata ed ampliata da Johann Christian Bach e da Pietro Alessandro Guglielmi, la quale vide tutta una serie di rielaborazioni successive, ed ebbe vita durevole sia in area britannica, sia anche in Italia ed altrove, verranno prese in considerazioni o le versioni successivamente rielaborate dallo stesso Gluck in occasione di rappresentazioni storiche dell'opera, o versioni adattate da altri musicisti, ma senza aggiunta di musiche nuove non composte originariamente da Gluck, o, infine, le maggiori edizioni a stampa dell'opera che rivestono importanza perché hanno poi costituito la fonte materiale di tanti effettivi allestimenti dell'Orfeo in tutti i teatri del mondo. Da questo punto di viste le versioni, per così dire, storiche dell'opera sono sostanzialmente sei: le prime quattro si riferiscono ad altrettante prime teatrali, le ultime due a edizioni per la stampa.

## 1. Versione originale di Vienna (1762)

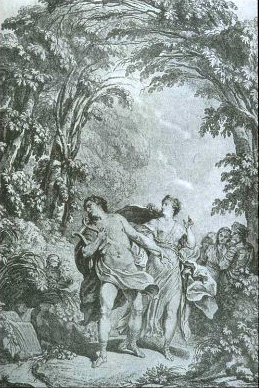
Illustrazione di copertina per la prima edizione a stampa (Parigi, 1764) della versione originale dellOrfeo ed Euridice

L'edizione originale dell'opera fu rappresentata nel teatro di corte (Burgtheater) a Vienna, come lavoro di occasione per festeggiare l'onomastico dell'imperatore Francesco I: essa era presentata non come un dramma per musica, ma come un'«azione teatrale», genere sviluppatosi nell'ambito delle corti (a Vienna, soprattutto, ma anche a "Dresda, Stoccarda, Parma e Napoli, per esempio"), il quale costituiva "un filone relativamente indipendente dal melodramma" di cui superava molte delle convenzioni musicali. Ad esso, anche sotto la denominazione di festa teatrale, si faceva ricorso in quanto "[si ravvisava] nella sua più agile e nello stesso tempo fantasiosa e sfarzosa struttura il veicolo ideale per uno spettacolo di circostanza, legato per tramiti più o meno diretti con l'occasione celebrativa entro la quale veniva accolto". Topoi del genere erano, tra gli altri, "il soggetto mitico, le spettacolari scene infernali, l'ampio impiego della danza, gli elaborati passaggi corali e la raffinata e complessa orchestrazione".
La parte del protagonista fu affidata al contraltista, Gaetano Guadagni, cantante di larga fame europea, noto soprattutto per l'espressività del suo canto e della sua arte scenica. Dal punto di vista dell'ideologia della riforma gluckiana, la versione originale viennese costituisce indubbiamente quella dal carattere più ortodosso. John Eliot Gardiner, grande estimatore di tale edizione ed autore di una sua registrazione in studio, con strumenti originali, generalmente ritenuta fra le migliori, descrive con parole molto suggestive le caratteristiche di tale prima versione: «Gluck si dimostrò all'altezza della situazione con una musica straordinariamente pura, diretta e concisa. Sia le parole che la musica si concentrano sulla storia di Orfeo e su ogni sfumatura di sentimento espressa dall'eroe e dall'eroina nel corso del dramma. C'è una completa assenza di fronzoli e di concessioni. Parte della bellezza dell'opera risiede nel fatto tutti i singoli dettagli sono subordinati al generale progetto d'insieme: la passione è qui fusa con una spirito di classicità in un equilibrio ideale, corrispondendo pienamente ai criteri previsti da J.C. Gottsched, secondo cui 'nell'opera si dovrebbe poter osservare una nobile semplicità ... piuttosto che gli eccessi scomposti degli italiani'».
L'opera contiene limitati imprestiti da precedenti lavori di Gluck: l'aria "Che puro ciel" dell'atto secondo è tratta dall'Ezio del 1750 e dall'Antigono del 1756, mentre il balletto in si minore dello stesso atto è ripreso da un'aria del Demofoonte del 1756. L'orchestrazione dell'edizione viennese fu calibrata sulle ridotte dimensioni dei complessi locali, corrispondenti alle contenute dimensioni del teatro di corte, e sulla particolare composizione degli stessi, che vedeva la presenza di strumenti, come salmoè (due), corni inglesi (due) e cornetti (due), presto destinati all'obsolescenza. Gli altri strumenti previsti erano: due flauti, due oboe, due fagotti, due corni, due trombe, tre tromboni, timpani, archi e clavicembalo. Per rappresentare la lira di Orfeo, nell'orchestra era previsto inoltre l'inserimento di un'arpa. La partitura della versione viennese fu pubblicata a Parigi nel 1764 ed un'edizione critica è disponibile fin dal 1963 a cura di Anna Amalie Abert e Ludwig Finscher.

## 2. Versione riveduta di Parma (1769)

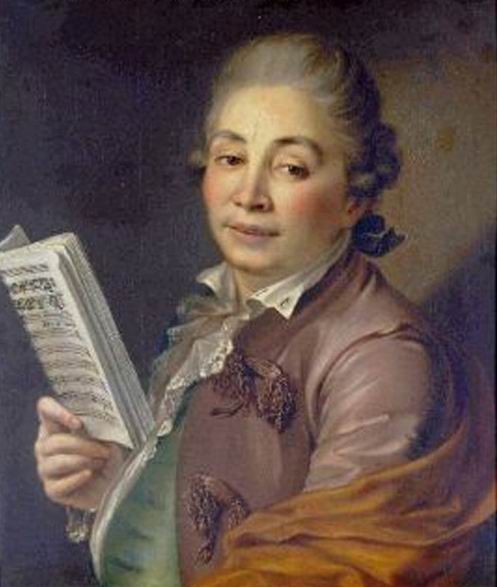
Giuseppe Millico

La prima rappresentazione in Italia dell'Orfeo ed Euridice ebbe luogo a Parma nel 1769, nel Teatrino di corte, ancora una volta nell'ambito di uno spettacolo occasionale ed in una forma del tutto particolare. L'occasione erano le nozze del duca Ferdinando I con l'arciduchessa d'Austria Maria Amalia, appartenente a quella famiglia degli Asburgo-Lorena alla quale Gluck era legato da un rapporto, per così dire, di clientela, fin dal 1752, quando era stato nominato Kapellmeister da parte dell'imperatrice Maria Teresa, madre di Maria Amalia. Per queste nozze, venne messo, tra l'altro, in cartellone quello che in Francia chiamavano uno spectacle coupé, e cioè una rappresentazione formata da due, o, come nel caso in specie, tre atti, tratti da lavori differenti (o anche talora, almeno in parte, composti per l'occasione) e non legati da una trama unitaria. Il lavoro fu intitolato Le feste d'Apollo ed era composto da un prologo e tre atti, tutti su musica di Gluck. Il primo atto era intitolato Bauci e Filemone, il secondo Aristeo, mentre il terzo, dal titolo di Orfeo, altro non era se non l'azione teatrale del 1762, qui presentata come atto unico, senza l'originaria suddivisione in tre parti. Per questa rappresentazione, Gluck fu costretto a rivedere la versione del 1762, soprattutto perché ad eseguire la parte del protagonista a Parma non era più il Guadagni, ma un altro grande castrato dell'epoca, Giuseppe Millico, il quale condivideva lo stile di canto del Guadagni stesso ed era, a detta di Charles Burney, attore "fine ed emozionante", ma cantava nel registro di soprano e non era quindi in grado di affrontare una tessitura profonda come quella del 1762. Gluck quindi traspose per soprano tutta la parte del protagonista, precedentemente scritta per contralto, ed eseguì anche adattamenti dell'orchestrazione ai complessi che operavano nel Teatro Ducale. In particolare, con notevole danno per la qualità del risultato, Gluck fu costretto a rielaborare l'accompagnamento di "Che puro ciel", nel secondo atto, semplificandone notevolmente l'intelaiatura: secondo Patricia Howard, egli probabilmente aveva verificato "che l'orchestra di Parma non aveva a disposizione un violoncellista sufficientemente abile ed un primo flauto capaci di condurre in porto il delicato dialogo presente nella partitura originale" ed aveva quindi dovuto fare di necessità virtù.
L'interpretazione di Millico dovette andare particolarmente a genio a Gluck. Egli infatti portò il cantante con sé a Vienna e, l'anno successivo, riscrisse per lui, in occasione della ripresa dell'Alceste, la parte originariamente tenorile di Admeto, e gli attribuì il ruolo del protagonista nell'ultima opera riformata italiana composta insieme a Calzabigi, il Paride ed Elena. Millico fu alla fine ammesso nella cerchia degli intimi del grande musicista tedesco, che volle affidargli niente meno che l'educazione artistica dell'adorata nipote e figlia adottiva, Marianne. In effetti, il cantante può essere considerato la personificazione stessa delle varie edizioni gluckiane dell'Orfeo: egli interpretò quella originale, sia pure ovviamente trasposta, ma, mentre il primo tenore dell'Opéra di Parigi, Joseph Legros, imparava faticosamente ad eseguire, come si deve, la versione francese, Gluck volle che il castrato, di ritorno da Londra, ne desse due interpretazioni private nella capitale francese (ovviamente anche in questo caso vi sarà stato un aggiustamento di registro), in casa dell'Abate Morellet, accompagnato al clavicembalo dallo stesso Gluck e con Marianna nel doppio ruolo di Amore e di Euridice.
Resta il fatto che dopo la rappresentazione parmense, "le esecuzioni [dell'opera] da parte di contralti e soprani castrati divennero egualmente comuni in tutt'Europa, Francia esclusa". In epoca moderna invece, la versione per soprano è stata per lungo tempo del tutto trascurata: molto probabilmente l'eccessiva omogeneità timbrica (i tre ruoli dell'opera sarebbero coperti tutti da soprani) ha spaventato gli esecutori moderni, anche se cantanti con capacità esecutive e impasti vocali diversi potrebbero sicuramente ovviare a questo problema. La prima ripresa ha avuto luogo il 13 novembre 2014 al festival Tagen Alter Musik di Herne, con un controtenore nel ruolo del titolo.. L'opera è stata di nuovo messa in scena, con Cecilia Bartoli nel ruolo del protagonista, al Festival di Pentecoste di Salisburgo del 2023 e, poi, al Teatro Ponchielli di Cremona nel giugno 2025.

## 3. Versione francese di Parigi (1774)

### Gluck e l'Académie Royale de Musique
Quando agli inizi degli anni settanta, la fortuna di Gluck a Vienna appariva declinante, la sua nuova amicizia con l'aspirante librettista e attaché all'ambasciata di Francia, Le Bailly du Roullet, e soprattutto il fatto che la sua affezionata ex-allieva di canto, Maria Antonietta d'Asburgo-Lorena, fosse diventata, nel 1770, delfina di Francia, fecero accarezzare al compositore, ormai sulla soglia dei sessant'anni, l'idea di cercare nuovi successi a Parigi: ciò che del resto poteva anche essere considerato come il logico sbocco del suo percorso artistico che tanto del mondo musicale francese, direttamente o indirettamente, si era alimentato. "Nel raggio di pochi mesi, Gluck stava non solo lavorando ad una nuova opera su libretto di du Roullet (Iphigénie en Aulide), ma stava anche aprendo una corrispondenza con il Mercure de France" allo scopo di prepararsi il campo sulla rovente piazza parigina. "Pressappoco in questo stesso periodo, Gluck dové [inoltre] riprendere i contatti con il librettista Pierre-Louis Moline" con il quale aveva "già collaborato alla sua opéra-comique, L'arbre enchanté" e che gli aveva anche "fornito la traduzione in prosa dell'Orfeo ... in occasione della pubblicazione della partitura a Parigi, nel 1764". Questa volta si trattava addirittura di elaborare la traduzione in versi e l'ampliamento del libretto di Ranieri de' Calzabigi, in vista della produzione di una versione francese dell'opera. 

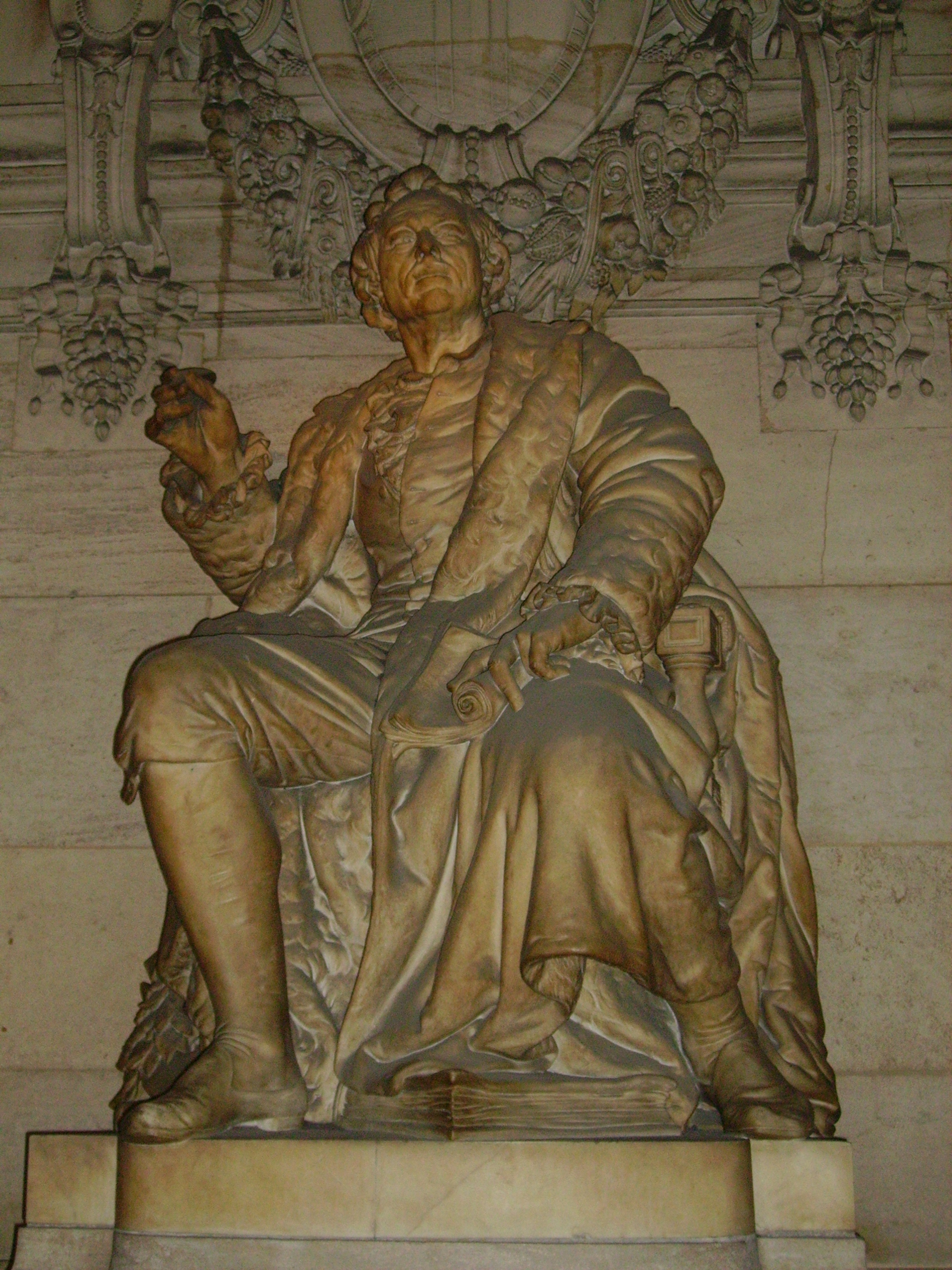
Statua di Gluck allOpéra Garnier, a Parigi

 Su questi presupposti, Le Bailly du Roullet, sponsorizzato ad alto livello dalla delfina, operò delle pressioni molto forti sulla direzione dell'Académie Royale de Musique, finché non ottenne una ricca commessa in favore del compositore tedesco, ponendo così fine al secolare monopolio del musicisti francesi (o naturalizzati) sul repertorio dell'Opéra. Gluck partì quindi nel 1773 alla volta di Parigi, con la partitura dell'Iphigénie sottobraccio e, così come aveva esplicitamente previsto, si scontrò immediatamente con tutto l'ingessato ambiente dell'Académie, restio ad accettare i suoi metodi bruschi di lavoro e refrattario nei confronti del suo nuovo stile artistico e musicale. E soltanto le sue ripetute minacce di abbandonare la partita e soprattutto l'appoggio della corte, gli consentirono alla fine di averla vinta.

"A Sophie Arnould, che per il ruolo di Ifigenia pretendeva delle grandi arie anziché i perpetui recitativi, replicò: «Per cantare delle grandi arie, bisogna saper cantare». ...Litigò con il ballerino Gaëtan Vestris che voleva che l'opera si concludesse con un balletto, com'era d'uso. «Una ciaccona! Una ciaccona!» gridò Gluck. «Vogliamo ricreare i greci; e i greci avevano forse le ciaccone?» Vestris, stupito di apprendere che non le avevano, ribatté con umorismo: «Peggio per loro»". 

Quanto al coro, i suoi componenti, ricorderà novant'anni dopo Berlioz, "non recitavano. Piantati a destra e a sinistra del palcoscenico come delle canne d'organo, ripetevano la lezione con calma disperante. [Gluck] fu quello che cercò di rianimarli, indicando loro ogni gesto e movimento da fare e consumandosi a tal punto nei suoi sforzi che sarebbe certamente crollato sotto la fatica se solo non fosse stato dotato dalla natura di una tempra tanto resistente". Con la prima haute-contre dell'Opéra, i rapporti furono inizialmente durissimi. Gluck aveva dimostrato di non essere affatto preoccupato della tipologia vocale dell'interprete di Orfeo: contralto, soprano, ora tenore, tutto andava bene purché si trattasse di grandi attori e di cantanti espressivi (quali erano stati Guadagni a Vienna e Millico a Parma). Con Joseph Legros, Gluck si trovò di fronte ad una sorta di pingue usignolo meccanico, dalle grandi possibilità vocali, ma assolutamente privo di capacità interpretative e sceniche. Il lavoro di addestramento fu duro e lunghissimo, e ne sono restate tracce molto colorite nei resoconti dell'epoca. L'allora giovane pittore Johann Christian von Mannlich riportò così le parole rivolte da Gluck al cantante durante una delle prove della prima scena dell'opera: "È inconcepibile! Signore, lei urla sempre quando deve cantare, e quella sola volta che è questione di urlare, lei non riesce a venirne a capo. Non pensi in questo momento né alla musica, né al coro che canta, ma urli, al momento giusto, con dolore, come se le stessero tagliando una gamba; e, se le riesce, renda questo dolore interiore, morale, come se le partisse dal cuore". Legros, che era una persona seria e di notevole statura umana, riuscì a trarre lezione dagli insegnamenti gluckiani e uscì dall'esperienza di Orfeo come un interprete rinato capace di mettere d'accordo gli opposti partiti, sempre presenti sulla piazza di Parigi, finché, una decina di anni dopo, nel 1783, la sua ormai opprimente obesità non lo costrinse a lasciare il palcoscenico. L'Iphigénie andò in scena il 19 aprile 1774 con successo molto moderato, ma poté avere solo poche riprese perché i teatri francesi furono chiusi per un mese e mezzo, dal primo maggio, in concomitanza con la malattia e la morte del re Luigi XV. Tale interruzione fu provvidenziale per consentire a Gluck di lavorare con maggior calma alla preparazione della nuova opera che doveva andare in scena di lì a poco.

### LOrphée et Euridice

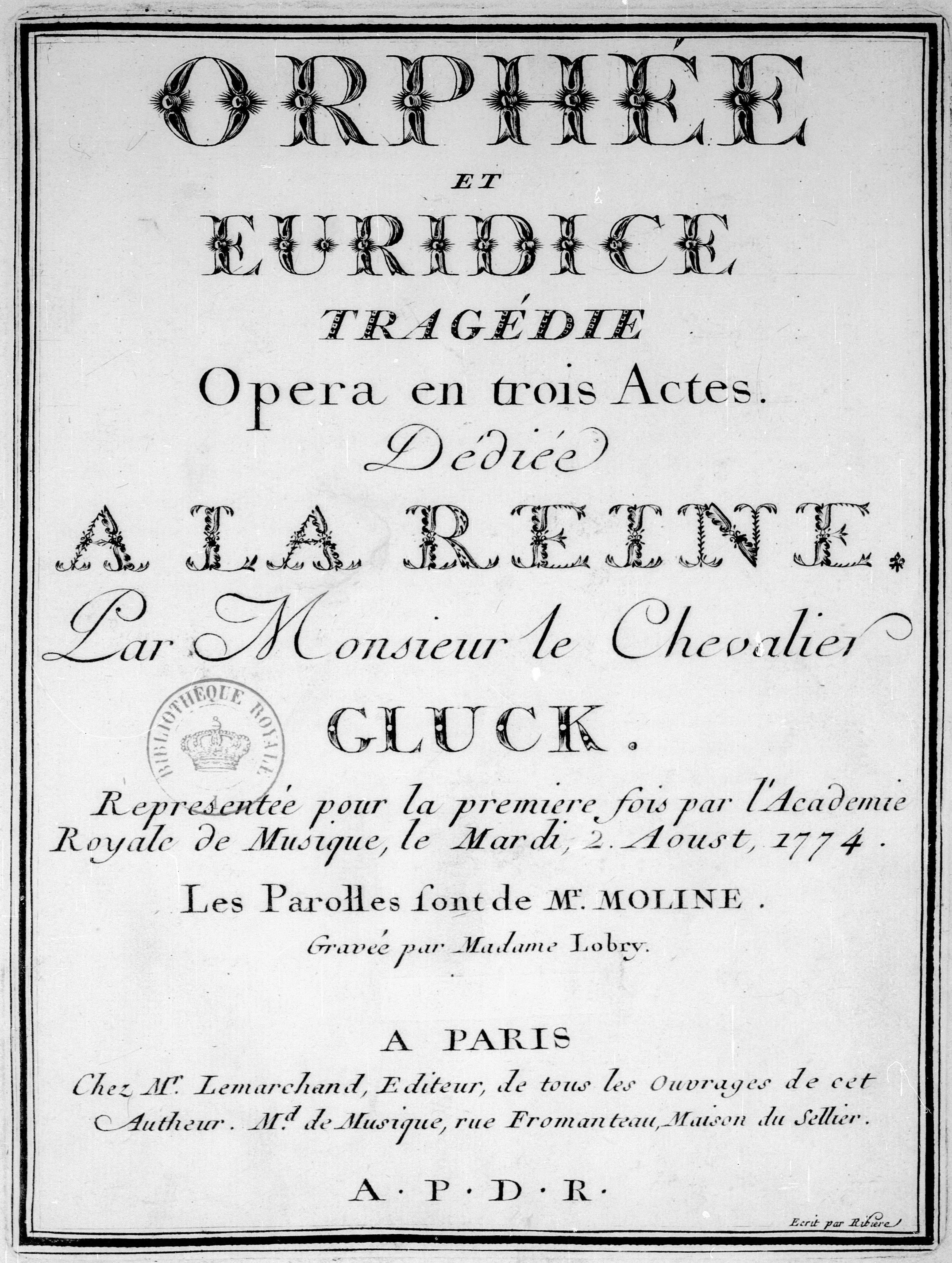
Frontespizio della partitura della versione francese del 1774, come pubblicata da Lemarchand

### L'Orphée et Euridice
L'Orphée et Euridice vide finalmente la luce del palcoscenico la sera del 2 agosto 1774, nella prima sala del Palais-Royal, interpretato da Joseph Legros e Sophie Arnould nei ruoli del titolo, e da Rosalie Levasseur in quello de l'Amour, con un successo clamoroso da parte sia del pubblico che degli estimatori. Il lavoro, su libretto in parte tradotto dall'italiano, in parte scritto ex novo per l'occasione, di Pierre-Louis Moline, era presentato non più come l'originaria "azione teatrale", ma con la definizione di "tragédie opéra" (cioè come un vero e proprio dramma, nel solco della tragédie lyrique). Allo scopo Gluck aveva dovuto provvedere a rimpolparlo opportunamente con molti numeri nuovi, in parte anche mutuati da precedenti lavori. Le novità erano sostanzialmente le seguenti:
- un'aria per Amour nel primo atto ("Si les doux accords de ta lyre"[39]), che andava ad affiancarsi a quella già presente nell'edizione di Vienna, opportunamente ridimensionata[40];
- un'aria di bravura, all'italiana, per Orphée in chiusura dello stesso primo atto ("L'espoir renaît dans mon âme"[41]), che Gluck risulta aver già utilizzato in uno o due precedenti lavori, ed in particolare: ne Il Parnaso confuso (1765), con l'incipit "In un mar che non ha sponde", e nell'atto di "Aristeo" de Le feste d'Apollo (1769), con l'incipit "Nocchier che in mezzo all'onde". I detrattori parigini di Gluck accusarono in seguito il musicista di plagio ed attribuirono la paternità del pezzo al compositore italiano Ferdinando Bertoni[42]: questi, in una lettera del 1779 indirizzata a Claude Philibert Coquéau, libellista di punta del partito piccinnista, pur chiedendo di non essere coinvolto nella querelle, riconobbe che l'aria era stata da lui composta e che proveniva, con tutta probabilità, dal Tancredi del 1766[43]. Gli studiosi si sono a lungo arrovellati sulla questione, senza giungere a soluzioni definitive: oggi quelli di area anglosassone (Howard, Hammond, Hayes) sembrano propendere per l'attribuzione a Gluck, quelli di area italiana a Bertoni (Rossi, Giudici e Vitali, ad esempio[44], o anche Claudio Scimone[45] e il Dizionario dell'opera curato da Piero Gelli[46]); l'aria è oggettivamente fuori stile rispetto al resto dell'opera, ma è stato rilevato che funziona alla perfezione a chiusura di un atto, molto meglio "di un breve recitativo e di qualche battuta di musica orchestrale"[47], com'era nella versione originale;
- la cosiddetta Danza delle Furie, brano famosissimo inserito a conclusione della prima parte dell'atto secondo, durante la quale Orfeo affronta e cerca di ammansire spettri, larve e ombre sdegnose, posti a guardia degli Inferi; si tratta di auto-imprestito dal finale del balletto Don Juan, rappresentato a Vienna nel 1761, salvo la gavotta che è invece tratta dal Paride ed Elena del 1770[9];
- un intero episodio, all'inizio della scena dei Campi Elisi, che sostituisce il breve balletto viennese con una sezione di danze molto più ampia (comprendente "quella celeberrima con flauto obbligato") e con l'aria di Euridice, "Cet asile"[48];
- un breve duetto "Je goûtais les charmes" (Euridice)/"Ses injustes soupçons" (Orphée)[49], interpolato all'interno dell'aria di Euridice nel terzo atto, "Fortune ennemie" ("Che fiero momento");
- il trio "Tendre amour"[50], inserito subito prima del finale; anche in questo caso si trattava di un auto-imprestito dal Paride ed Elena del 1770;
- tre ulteriori movimenti di danza aggiunti al balletto finale, di cui l'air vif e il successivo minuetto sono tratti dall'ouverture de Il trionfo di Clelia (1763), mentre la ciaccona riprende quella tanto agognata da Vestris per l'Iphigénie en Aulide[9].

Oltre all'aggiunta del nuovo materiale, che comportava un allungamento di circa venti minuti nella durata dell'opera, Gluck dovette dedicarsi a tre altri tipi di cambiamenti. Il primo riguardava i recitativi: data l'ideologia della riforma gluckiana, con l'importanza che essa attribuiva al rapporto tra parole e musica, fu impensabile di poter riutilizzare, anche solo in parte minore, i recitativi viennesi, calati sui versi italiani di Calzabigi, per i versi francesi di Moline, e quindi Gluck dovette in sostanza riscriverli integralmente. Il secondo cambiamento di rilievo riguardava invece l'orchestrazione, dove peraltro le differenze tra le due versioni sono incomparabilmente minori, ed alcune "derivano dalla sostituzione dei pochi strumenti arcaici della partitura di Vienna con le loro controparti moderne" (clarinetti al posto di cornetti e corni inglesi, e oboe al posto dei salmoè). Siccome "l'orchestra dell'Académie Royale era più ampia e aveva da produrre il volume di suono necessario a riempire un auditorium più spazioso", occorreva, nell'orchestrazione, passare da un assetto da opera da camera ad uno da tragédie lyrique e quindi "la partitura parigina è più imponente", fa più uso dei fiati, anche se poi perde "un po' degli intimi momenti drammatici propri della concezione originaria". L'unico vero danno netto derivante dalle modifiche nell'orchestrazione, è costituito, secondo la Howard, dalla riscrittura dell'accompagnamento di "Che puro ciel" (ora, "Quel nouveau ciel"), importata dalla versione di Parma.
Gli strumenti previsti erano: due flauti, due oboe, due clarinetti, due fagotti, due corni, due trombe, tre tromboni, timpani, arpa ed archi.
Gluck dovette infine dedicarsi ad un ultimo, ma certo non meno importante, tipo di cambiamento, riguardante la tipologia vocale del protagonista. L'Académie Royale operava con una compagnia di canto stabile, nella quale la funzione, per così dire, di attor giovine (e quindi, nel caso in specie, il ruolo di Orfeo) spettava di diritto alla prima haute-contre, termine che contraddistingueva una tipologia di tenore capace di sostenere tessiture vocali acutissime. Gluck, del resto, si era già trovato in passato a maneggiare tale registro vocale, quando si dedicava alla composizione di opéras-comiques. Almeno dal 1766, il posto di prima haute-contre era occupato da Joseph Legros (o Le Gros) e fu quindi sulle sue caratteristiche vocali che, così come era allora uso, Gluck confezionò la parte di Orphée. Seppur, fino all'incontro con Gluck, attore mediocre, "Le Gros possedeva un registro superiore inusualmente brillante e flessibile, soprattutto dal fa₃ al si₃ bemolle ...", registro che Gluck sfruttò abbondantemente "lungo tutto il corso dell'opera, al punto che la parte si colloca costantemente circa una terza al di sopra del registro tenorile convenzionale", cosa che costrinse molti degli esecutori successivi a partire da Louis Nourrit, nel 1809, ad abbassare convenientemente la parte (il figlio e successore di Nourrit, Adolphe, che viene considerato l'ultima vera haute-contre dell'opera francese, era peraltro in grado di sostenerla in tono). Le vette della parte venivano raggiunte nei do acuti presenti nel duetto dell'atto terzo, e addirittura nei re previsti nell'atto secondo «per esprimere 'L'excès de mes malheurs'».
A comprova del successo riscontrato dall'opera, la nuova partitura venne immediatamente pubblicata a Parigi nello stesso anno 1774; un'edizione critica è stata curata nel 1967 da Ludwig Finscher

### Berlioz e Gluck: lOrphée

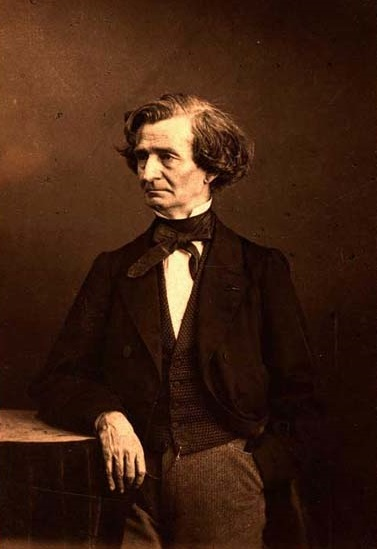
Hector Berlioz,
fotografato da Nadar nel 1860

## 4. Versione Berlioz (Parigi, 1859)

### Berlioz e Gluck: l'Orphée
Il successo dell'Orphée et Euridice in Francia fu notevole e duraturo: "la sua prima uscita si prolungò per 45 rappresentazioni" con anche un rilevante ritorno al botteghino, e l'opera "fu [poi] ripresa per una ventina di stagioni e quasi 300 rappresentazioni tra il 1774 e il 1833". Le dimissioni, nel 1837, dalla compagnia dell'Opéra, da parte dell'ultimo grande interprete di Orphée nella tradizione delle hautes-contre, Adolphe Nourrit, dopo che gli era stato affiancato il nuovo tenore romantico e idolo dei parigini, Gilbert Duprez, erano però il segnale di un cambiamento dei tempi che avrebbe potuto condurre anche l'opera di Gluck sulla stessa strada dell'oblio sulla quale si erano avviate quasi tutte le consorelle settecentesche. Questo destino fu evitato grazie all'intervento di Hector Berlioz. Il grande musicista francese aveva concepito una vera passione, per quanto non acritica, nei confronti di Gluck fino dall'epoca del conservatorio ed aveva letteralmente compulsato le partiture originali dell'Orphée, che quindi conosceva come le proprie tasche. Poco dopo aver completato il suo dramma musicale virgiliano Les Troyens, Berlioz si vide offrire da Léon Carvalho il compito di curare una rentrée in grande stile dell'Orphée et Euridyce: Carvalho era il più illuminato impresario dell'epoca ed aveva assunto da pochi anni la direzione del Théâtre Lyrique, istituzione che si affiancava all'Opéra e all'Opéra-comique come terzo teatro lirico di Parigi e che, per le dimensioni relativamente ridotte della sala, si prestava alla perfezione allo scopo. Berlioz, per quanto non più giovanissimo, si gettò a copofitto nell'impresa, assumendosi i compiti più svariati, da quelli più tecnici e qualificati, come le prove con i cantanti o l'organizzazione del palcoscenico, a quelli più spiccioli, come la verifica sulla distribuzione dei biglietti ai notabili o gli abbozzi dei manifesti pubblicitari. "La produzione dell'Orphée alla quale conducevano tutti questi estenuanti preparativi, doveva essere un 'colpo di audacia', un incrocio tra le versioni italiana e francese della partitura. Secondo Eve Barsham, cruciale per questo nuovo ibrido fu la scelta da parte di Berlioz di una voce di contralto, per adottare di nuovo il registro vocale originale dell'Orfeo italiano". Per la verità, chiarisce Sir Charles Mackerras, Berlioz, in effetti, "non ritornò alla versione originaria per contralto, ma riarrangiò e ritraspose la versione parigina in chiavi più confacenti ad un mezzosoprano". Illustre destinataria della nuova versione dell'opera era una delle figure preminenti della scena musicale parigina dell'epoca, Pauline Viardot, ultimo rampollo della dinastia, non solo canora, dei García: mezzosoprano dall'estensione vocale di tre ottave, la Viardot era un'artista a tutto tondo, scrittrice, pianista, compositrice ella stessa. Ed era inoltre un'attrice di vaglia, che univa, secondo lo stesso Berlioz, "una verve imperiosa con una profonda sensibilità". 

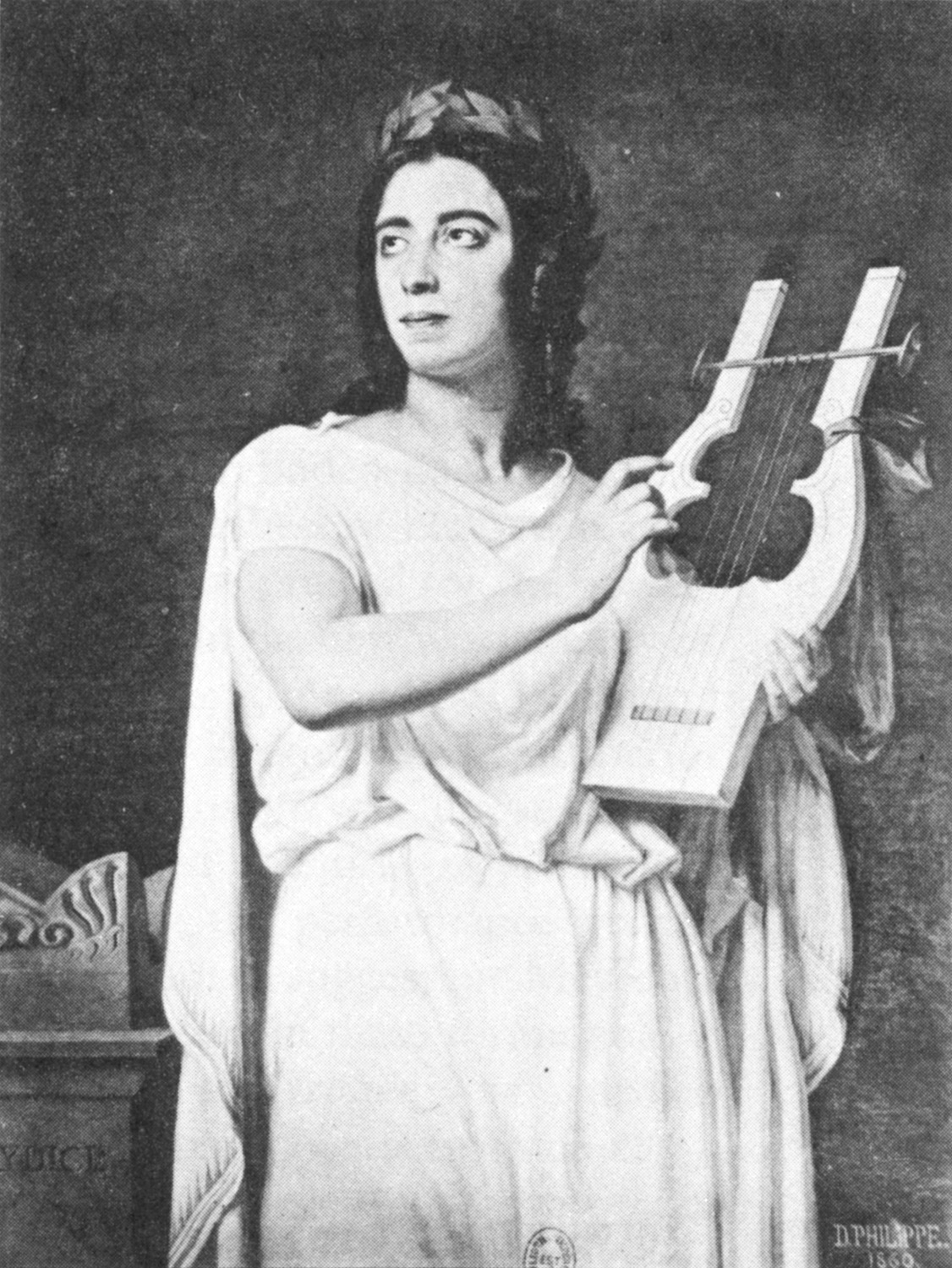
Pauline Viardot
nei panni di Orphée (stampa, 1860)

La nuova edizione, con il titolo semplificato di Orphée, andò finalmente in scena il 19 novembre 1859 e riscosse un successo schiacciante: rimase in cartellone per 150 rappresentazioni e portò «fama e ricchezza a Carvalho e congrue percentuali a Berlioz. Era stata per lui fonte di soddisfazione che non fossero rimasti impressionati solo personaggi eminenti nel pubblico, come Flaubert e Dickens (si dice che Dickens fosse stato addirittura mosso alla lacrime), ma che avesse reagito con favore anche il pubblico casuale, composto (secondo le parole usate dalla Viardot in una lettera a Julius Rietz) da 'musicisti, amatori, pedanti, teste calde, annoiati, giovani leoni, etc.'».

### Caratteristiche
L'edizione dell'opera presentata da Berlioz può essere considerata l'inizio di quel processo di ibridazione delle due principali versioni precedenti, che ha poi caratterizzato la storia delle esecuzioni dell'opera stessa. Dovendo essere eseguita in francese e non ponendosi certo problemi di eccessiva lunghezza (anzi, se mai, di brevità), essa partiva in effetti dalla più ampia versione parigina, trasponendone, come già detto, la parte protagonistica maschile dalla chiave tenorile a quella di mezzosoprano, ma teneva anche presente lo schema base della versione viennese del 1762, facendo riferimento ad esso tutte le volte che lo riteneva superiore, vuoi in termini musicali, vuoi dal punto di vista del dramma. Così, ad esempio, Berlioz, considerando deteriore la sostituzione dei corni inglesi con i clarinetti nell'accompagnamento della prima aria di Orfeo, volle ripristinarli, così come ristabilì più avanti l'uso del cornetto (impiegando quello con l'imboccatura di ottone, anziché di rame come nell'originale), laddove riscontrava che la linea sopranile del coro rimaneva altrimenti priva di ogni supporto a livello strumentale. Così, se ovviamente i recitativi seguivano di regola la versione francese, quello "finale del primo atto ritorna alla versione italiana", perché evidentemente "Berlioz trovava che in tale forma esso potesse rivelarsi un'idonea conclusione dell'atto, se completato con un passaggio orchestrale di dodici battute (che si trova stampato come appendice in calce alla sua partitura). In tal modo, si sarebbe potuto fare completamente a meno dell'atipica aria di bravura all'italiana che egli credeva (a torto) opera ... di Bertoni". L'aria però fu poi effettivamente eseguita, trasposta in sol maggiore dall'originario si bemolle, con il testo leggermente mutato, ma non solo: forse coprendosi con la giustificazione che l'aria non era di Gluck e non era quindi sacrosanta, il ragazzo di bottega Camille Saint-Saëns, probabilmente almeno in parte a quattro mani con la Viardot, ne "riscrisse per grande orchestra l'accompagnamento, mentre gli azzardi vocali furono oltremodo magnificati con l'aggiunta di nuove sezioni, abbacinanti e strabordanti, che spaziano su un'estensione di due ottave e mezza e culminano in una mirabolante cadenza finale ... L'aria divenne in tal modo una vera e propria scena strappa-applausi nelle mani di una grande virtuosa vocale che usciva dalla tradizione della famiglia Garcia". Anche "le voci contraltili presenti nei cori del 1762, che erano state sostituite a Parigi da stridule voci di haute-contre, furono ristabilite da Berlioz, il quale irrideva la credenza tradizionale che la Francia, chissà perché, non generasse voci di contralto. Sempre sulla stessa linea, furono cancellate delle parti, apocrife, che allargavano l'uso del trombone nella scena degli Inferi, ritornando al concetto originale che riservava le entrate di tale strumento al rinforzo della grida di "No!/Non!" da parte delle furie. Berlioz si dedicò inoltre al completamento, comme il faut, della partitura, tutte le volte che la sciatteria di Gluck (ripetutamente lamentata dal suo grande emulo) aveva lasciato margini di dubbio o comunque aspetti impliciti da porre in chiaro.
Dove invece Berlioz venne discretamente a patti con le sue conclamate idee di rispetto per l'opera altrui, fu nella fornitura di nuove cadenze vocali, laddove "[mancavano] nell'originale od [erano] insufficienti rispetto al gusto contemporaneo", e nella revisione di una serie di accompagnamenti orchestrali, che egli però delegò a Saint-Saëns in modo da salvarsi, per così dire, l'anima. Peggio ancora, riorganizzò in quattro atti l'assetto teatrale dell'opera e "[inserì] un coro,«Le Dieu de Paphos», tratto da Echo et Narcisse dello stesso Gluck, in luogo di tutto il grosso blocco che comprendeva Trio e balletto finale". Per comprendere le motivazioni di quest'ultima modifica, c'è da tener peraltro conto che il Théâtre Lyrique non disponeva di un corpo di ballo e quindi esisteva il problema di come rendere teatralmente efficace il finale dell'opera. In ogni caso, per concludere, «la versione del 1859 fornì un nuovo punto di partenza, rendendo possibile una rivalutazione non solo del lavoro di Gluck, ma del più vasto campo dell'opera settecentesca prima di Mozart», e fornì così anche «un esempio ulteriore di produzione dell'Orfeo che ha fatto storia in campo operistico. Ben aveva potuto dire Berlioz alla sorella, in tono semiserio, nel 1856: "Mi sembra che se Gluck dovesse tornare in vita, direbbe di me: 'Questo è senza dubbio mio figlio.' Mica sono modesto, vero?" (citato in Hector Berlioz, Bibliothèque Nationale (Parigi, 1969), pag. 31)».
L'edizione Berlioz dell'Orphée fu immediatamente pubblicata a Parigi (Escudier, 1859) nella versione per canto e pianoforte, mentre, per l'aggravarsi delle proprie condizioni di salute, Berlioz non fu in grado di curare personalmente l'edizione a stampa dell'intera partitura orchestrale.

## 5. Versione (a stampa) Dörffel (Lipsia, 1866)
Visto che le cattive condizioni di salute impedivano a Berlioz di curare personalmente la pubblicazione della partitura del suo Orphée, questo compito fu assunto dal musicologo tedesco Alfred Dörffel (1821–1905), che poté mantenere un contatto epistolare con il compositore e mandargli in lettura le bozze perché vi apportasse eventuali correzioni. La partitura andò in stampa, per i tipi di Heinze di Lipsia, nel 1866 e ad essa si fa riferimento comunemente come versione Dörffel, anche se non manca chi la considera semplicemente come l'edizione a stampa della versione Berlioz. In tale edizione, però, Dörffel si propose ad recuperare le conseguenze di tutti gli accidenti (come la mancanza del corpo di ballo al Théâtre Lyrique) che avevano imposto delle modifiche o dei tagli per causa, si potrebbe dire, di forza maggiore. Non solo, ma volle anche ripristinare, sostanzialmente, la strumentazione del 1774, eliminando quei rifacimenti che Berlioz aveva commissionato al giovane Saint-Saëns proprio perché rappresentavano una manomissione della volontà originaria del compositore, e ricondusse l'opera ai tre atti previsti da Calzabigi e da Moline. Vennero invece mantenute le modifiche, per così dire, ortodosse, che Berlioz aveva realizzato guardando all'originale viennese o correggendo la trascuratezza compositiva di Gluck, e venne soprattutto conservata la trasposizione per mezzosoprano della scrittura della parte principale, cosa che rese in seguito l'opera molto più praticabile sui palcoscenici, che non se si fosse restati alla scrittura per l'ormai scomparsa tipologia vocale della haute-contre. Gli strumenti previste erano: due flauti, due oboe, due corni inglesi, due clarinetti, due fagotti, due corni, due trombe, cornetto, tre tromboni, timpani, arpa e archi.
La versione Berlioz, passata attraverso l'edizione curata da Dörffel, provocò "un nuovo entusiasmo per l'opera, attraverso l'Europa e le Americhe", senza peraltro diventare mai la versione standard: abbondarono, infatti, le traduzioni nelle più svariate lingue, tra cui l'italiano (che tese però ad allontanarsi sempre più dai versi del Calzabigi), e soprattutto, seguendo l'esempio dato dapprima dallo stesso Gluck e poi rinnovato da Berlioz, nuovi ibridi musicali videro costantemente la luce, assicurando comunque la permanenza stabile dell'opera sui palcoscenici di tutto il mondo.

## 6. Versione (a stampa) Ricordi (Milano, 1889)
Una menzione a parte tra le versioni ibride seguite a quella di Berlioz spetta alla versione stampata da Ricordi, in occasione di una ripresa milanese dell'opera nel 1889, la quale "consiste in una ritraduzione in italiano della seconda versione, ma con svariate aggiunte estrapolate da quella berlioziana del 1859, il tutto con notevole rimescolamento della successione prevista sia dall'una sia dall'altra. Versione che, pur essendo la più pasticciata e la meno fedele di tutte alla concezione gluckiana ... è stata la più eseguita, facendo quindi la parte del leone anche nelle varie edizioni discografiche fino agli inizi degli anni Ottanta". Per quanto riguarda la lingua, la versione Ricordi "ritorna al libretto di Calzabigi e traduce in italiano le parti inserite da Moline", mentre al protagonista è conservata la scrittura per mezzosoprano secondo la linea Berlioz.
Nei tempi moderni, le versioni ibride sono largamente passate di moda e si preferisce, e si suggerisce di, tornare all'uno o all'altro degli originali gluckiani, o almeno alla versione Berlioz, alla quale si perdona la sua natura spuria in forza di tanto autore. In favore delle versioni miste, si può ricordare che il melodramma, oltre che costituire opera d'arte musicale, è nato anche come (e rimane) uno spettacolo, che i cosiddetti pasticci, quali in un certo senso le versioni miste possono essere considerate, appartengono legittimamente alla tradizione del teatro operistico europeo, e che, purché sia esplicitata la loro composizione, le versioni miste non differiscono poi in modo qualitativamente così profondo, da ogni altra interpretazione (e quindi ri-creazione) che si fa sempre, ogniqualvolta si eseguono lavori teatrali musicali del passato.